# Heard (illa volcànica)
Heard — Heard Island (anglès) — és la més gran de les illes volcàniques que formen l'arxipèlag de les illes Heard a la zona subantàrctica de l'oceà Índic, uns quatre-cents quilòmetres al sud-est de les Illes Kerguelen. Forma part del territori australià de les Illes Heard i McDonald. Es troba a 4100 km del port de la ciutat de Fremantle a l'estat federat d'Austràlia Occidental. No hi ha cap habitant.

## Geografia
L'illa principal té una forma característica que hauria inspirat la pel·lícula King Kong. El volcà Mawson Peak (2745 metres) al massís del Big Ben, és un volcà actiu on des de 2012 s'ha detectat força activitat. Té una superfície de 368 km². El 70 per cent de l'illa està sempre coberta de gel, una pèrdua de deu per cent en els últims anys. Una dotzena de glaceres principals baixen del Big Ben, algunes amb una longitud de fins a set quilòmetres i una àrea d'uns 10 km². La resta d'illes del grup Heard, són petits illots rocosos, excepte Shag Island, que és una mica més gran (1,5 km²).

## Història
Nogensmenys, Peter Kemp, un mariner britànic, a bord del Magnet ha inclòs l'illa en una carta que va dibuixar el 1833 durant un viatge de les illes Kerguelen a l'Antàrtida. El seu diari s'ha perdut, però en queda una traça en un derroter que es conserva als arxius de l'Almirallat Britànic. Les observacions del balener americà «Charles Carrol», manat pel capità Thomas Long hauria vista terra «al sud de Kerguelen» però tampoc es van publicar. Les aspres condicions meteorològiques van fer sotsobrar molts vaixells que volien amarrar-hi.
Finalment, el 25 de novembre de 1853 l'esposa del capità americà John Heard a bord del mercant Oriental va albirar l'illa per primera vegada. D'antuvi va pensar que era un iceberg, però en apropar-se'n van veure que era terra ferma. Durant molt de temps es va pensar que eren els primers occidentals a veure l'illa a una distància d'unes vint milles, la van batejar Heard, tot i que no hi van poder amarrar i que no es segurs que els Heard en van ser els descobridors.
La tripulació vaixell Corinthian amb capità Erasmus Darwin. Rogers hi van desembarcar per primera vegada el març del 1855. Entre 1855 i 1880, quan es va explotar l'oli de l'elefant marí, gairebé fins a extermini total de l'espècie. Alguns mariners americans van arribar a estar-se uns mesos a l'illa vivint en condicions precàries en cabanes fosques i brutes. Devers 1880 els darrers habitants temporaris van abandonar l'illa inhòspita. Es van produir uns 100.000 barrils d'oli en aquest període. Els baleners mai no hi van tornar mentrestant les balenes són una espècie protegida. El 1947 Gran Bretanya va cedir les illes Heard i les Mac Donald) a Austràlia que el desembre del mateix any va crear el territori de Heard i Mac Donald.

## La reserva natural

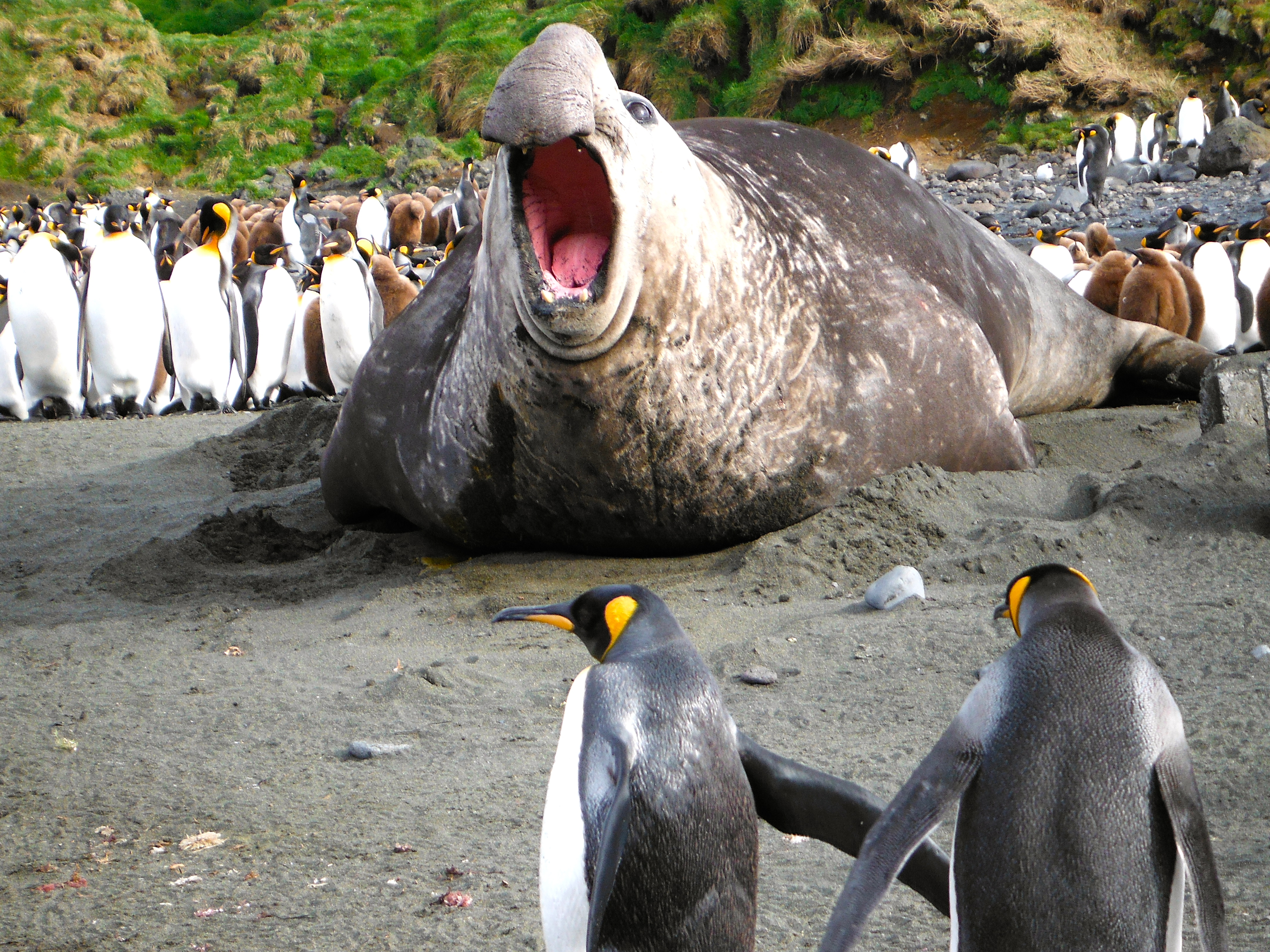
Elefant marí i pingüins

L'àrea és administrada com una estricta reserva natural per la Australian Antarctic Division qua ha redactat un pla de conservació. El pla cobreix les reserves marines de la regió i l'àrea declarada Patrimoni de la Humanitat. Entre l'avifauna que encuba a les zones humides, hi ha nombrosos pingüins: el pingüí de corona blanca, el reial, el crestadaurat, el salta-roques meridional, també l'elefant marí meridional i sis altres elefants marins hi crien.  Excepte l'humà fins mitjan segle xx, no hi ha hagut cap predador introduït.
L'illa aporta valuosa informació sobre els processos físics, el rol dels plaques de l'escorça de la Terra en la formació de les conques dels oceans i dels continents, els canvis dinàmics de la glaciació a la costa i al fons marí i l'escalfament de l'atmosfera i els oceans. La gran població d'ocells marins i mamífers combinada amb l'absència d'espècies invasores, produeix una àrea única per observar el procés d'evolució biològica.
Totes les àrees Patrimoni de la Humanitat d'Austràlia són administrades d'acord amb la legislació de l’Environment Protection and Biodiversity Conservation Act 1999. L'Àrea de la Reserva Marina es va crear l'octubre del 2002 amb 65.000 km² i es va ampliar el març del 2014 i ara fa un total de 71.200 km². Tot el territori de les Illes Heard i McDonald va ser declarat Patrimoni de la Humanitat el 1997.